# Casaforte di Planaval
La casaforte di Planaval è la casaforte valdostana posta a maggior altitudine: sorge a circa 1560  m s.l.m. in cima ad un piccolo promontorio da cui domina la mulattiera che porta dalla frazione omonima al borgo principale di Arvier, in Valgrisenche. Nota anche come casaforte dei Signori d'Avise o casaforte di Rodolfo d'Avise, oggi è di proprietà privata e non è visitabile.

## Architettura

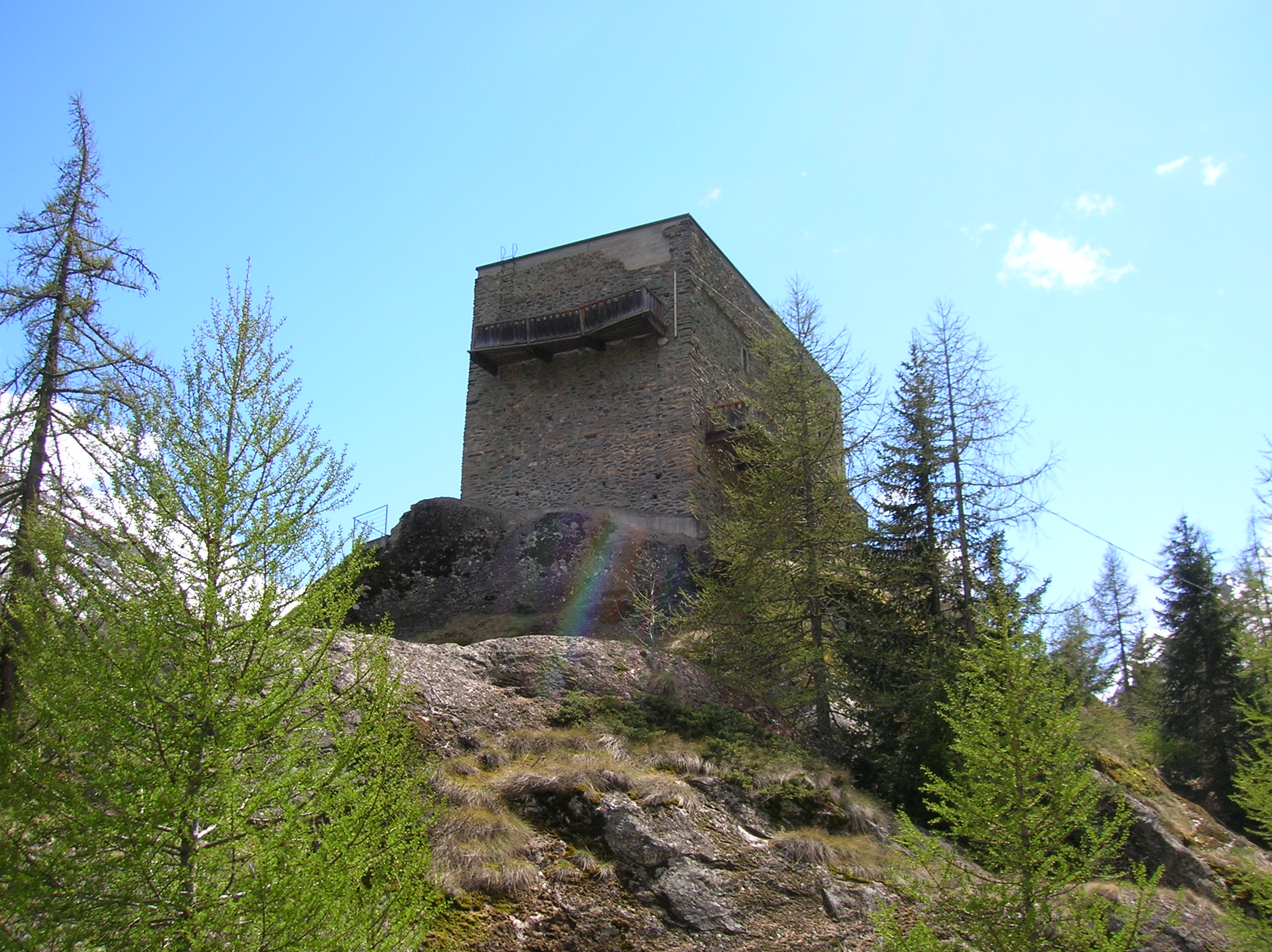
Due dei lati superstiti

Prospetto principale di ponente nel 1312. Disegno di Carlo Nigra sulla base di schizzi di Alfredo D'Andrade.

Nonostante la posizione strategica tragga in inganno, le dimensioni della casaforte di Planaval sono modeste: la pianta misura 15,50 m x 10 m.
La casaforte di Planaval è la capostipite valdostana delle fortificazioni dette "a monoblocco" e avrà tra i suoi maggiori epigoni il Castello di Ussel.
L'edificio, originariamente, si sviluppa su tre piani: un piano terra, un primo piano e un secondo piano, separati tra loro da soppalchi lignei che non sono sopravvissuti al tempo. Il tetto, a due pioventi che scolavano l'acqua piovana da piccoli fori quadrati lungo le pareti, è anch'esso crollato insieme alla merlatura quadrata.
L'intera struttura originaria è costruita con semplici pietre appena sbozzate sostenute da conci angolari meglio squadrati.
La porta d'accesso, abbellita da un architrave in pietra, si trova sopraelevata al primo piano com'è d'uso nelle fortificazioni medievali: essa era raggiungibile tramite una scala a pioli che appoggiava su di un ballatoio in legno, di cui oggi restano evidenti solo i fori per le mensole d'appoggio.
Un'altra porta di servizio si apriva di fronte alla prima, sul retro, come porta "di soccorso" su di una stretta via di fuga a strapiombo.
Le finestre erano poche e poco luminose, non vi sono tracce di camini. Sul lato corto della costruzione, una lattrina aggetta dal secondo piano.
Nei sotterranei della casaforte si segnala la presenza di una marmitta dei giganti, ricordo del lavorìo del ghiacciaio.
Un restauro a fine Novecento ha recuperato i tre muri perimetrali superstiti (lati nord, est e ovest), integrandoli in una struttura in cemento armato "con poca aderenza alla realtà architettonica" storica.

## Storia

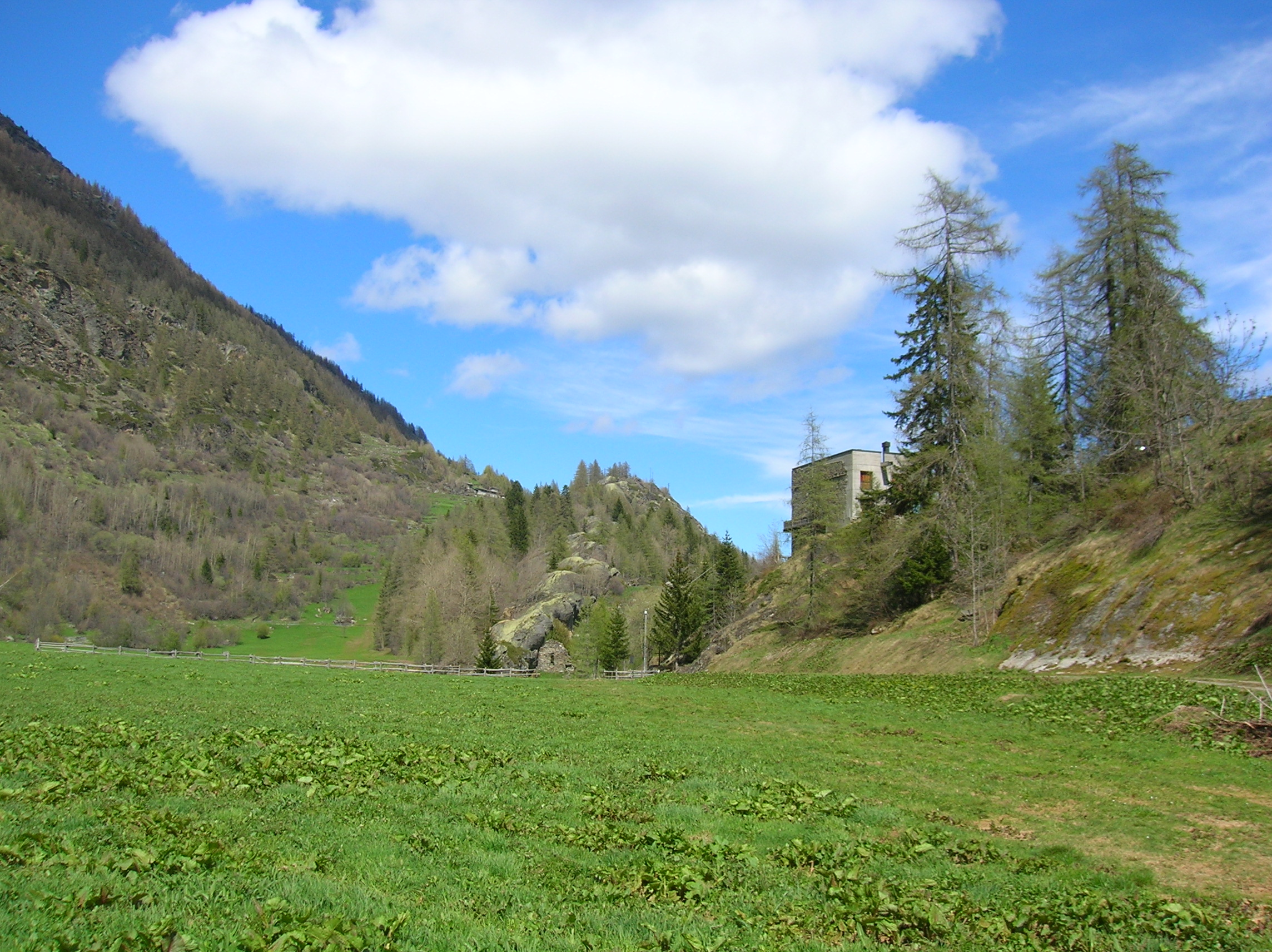
La posizione strategica della casaforte.

La casaforte di Planaval ebbe una storia travagliata sin dalle sue origini.
Nonostante per Giuseppe Giacosa la struttura originaria potrebbe risalire al X secolo, secondo alcune fonti potrebbe esser stata edificata intorno al 1330, lungo la strada per il Col du Mont che all'epoca conduceva in Savoia, per volontà di Rodolfo d'Avise della nobile famiglia d'Avise, una delle più antiche famiglie della Valle d'Aosta nota per i suoi vasti possedimenti. Rodolfo d'Avise era già Signore del Castello di Montmayeur e del castello oggi scomparso di Rochefort, a Léverogne: con la costruzione della casaforte di Planaval desiderava assicurarsi il controllo strategico di un'ulteriore via commerciale per la Francia.

Piantina nell'anno 1312 della casaforte. Disegno di Carlo Nigra sulla base di schizzi di Alfredo D'Andrade.

Secondo altre fonti, la costruzione della casaforte iniziò sin dal 1312, ma il progetto del d'Avise non piaceva al balivo di Aosta, che per conto dei Savoia residenti all'epoca a Chambéry gestiva il controllo amministrativo e militare dei castellani del balivato: come ricorda Jean-Baptiste de Tillier, il balivo riteneva che Rodolfo non avesse i diritti d'infeudare la zona di Planaval e per questo portò la disputa di fronte al Commissario del Sovrano, e solo a seguito della sentenza favorevole al nobile d'Avise che ne seguì, sempre nel 1312, Rodolfo poté procedere con la costruzione. È documentato che, il 3 novembre 1332, per la casaforte di Planaval Rodolfo d'Avise compì l'omaggio feudale a Casa Savoia
Nel XV secolo il ricco feudo dei d'Avise venne suddiviso tra i quattro eredi della famiglia: Jean detto le Jeune divenne signore di Runaz, Jean detto l'Ancien divenne signore di Valgrisenche, Boniface d'Avise divenne signore di Avise mentre Rolet d'Avise ereditò le proprietà di Léverogne e di Planaval, e quindi la casaforte di Planaval. I vari rami dei d'Avise si distinsero grazie ai nomi dei possedimenti, per cui i d'Avise di Planaval assunsero questo nome.
A Rolet d'Avise successe il figlio Théodule, e dopo di lui il primogenito di questi, Jean, che fece carriera e divenne magistrato e poi Senatore di Savoia, lasciando in eredità i possedimenti ai propri discendenti. Tra essi, Prospero d'Avise non ebbe figli e nel testamento fece eredi i nipoti Claude e Josué di Blonay, figli di un nobile della famiglia Blonay e della sorella: Claude venne investito del feudo alla morte della madre, nel marzo 1649. Nel 1663, i signori di Planaval riuscirono quindi ad ottenere dal duca Carlo Emanuele II la baronia.

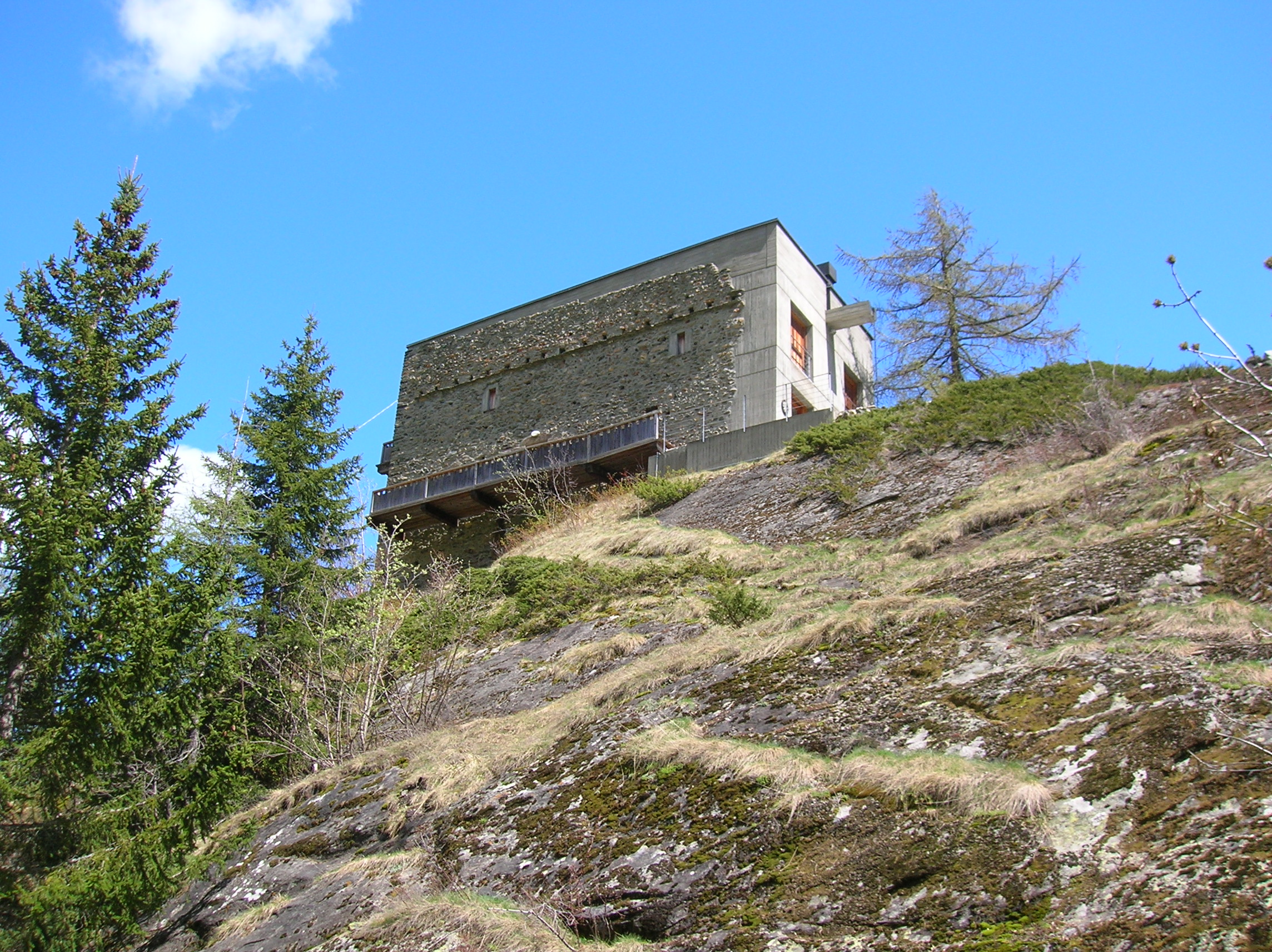
I rimaneggiamenti del XX secolo.

A proposito di Planaval, Rochefort e Montmayeur, lo storico del Settecento de Tillier riporta:
()
Nel XX secolo la casaforte era ancora ridotta a rudere, fino al pesante restauro del 1978.